# Paratebueno
Paratebueno è un comune della Colombia facente parte del dipartimento di Cundinamarca.
Il centro abitato venne fondato da Álvaro Parra nel 1956, mentre l'istituzione del comune è del 30 novembre 1981.